# Angelo De Polo
Angelo de Polo (Pieve di Cadore, 3 ottobre 1951) è un ex bobbista italiano, atleta attivo negli anni settanta.

## Nazionale
Fece parte della nazionale italiana junior di bob e partecipò ai campionati europei junior di bob nel 1974 e nel 1977.

## Campionati italiani
Nel 1977 si classifica terzo ai campionati italiani di bob a due.